# Bebertalbrücke
Die Bebertalbrücke  oder auch  Talbrücke Bebertal  ist eine 252 m lange Brücke der BAB 38. Sie liegt nordwestlich von Heilbad Heiligenstadt zwischen den Autobahnanschlussstellen Arenshausen und Heilbad Heiligenstadt im Landkreis Eichsfeld in Thüringen.
Die Brücke befindet sich zwischen den beiden Heiligenstädter Ortsteilen Mengelrode und Rengelrode. Es ist eine Vier-Feld-Brücke mit Stützweiten zwischen 41 m und 52 m und überspannt in einer Höhe von maximal 37 m das Tal des Beberbaches mit einen Wirtschaftsweg. Wie fast alle neueren Autobahnbrücken hat sie zwei Überbauten, getrennt für jede Richtungsfahrbahn. Gebaut wurde die Überführung zwischen den Jahren 2004 und 2006.
Die Brücke befindet sich in einer Trinkwasserschutzzone und einem ökologisch bedeutsamen Gebiet, deshalb wurden spezielle Spritzschutzwände aus Beton verbaut. Die Straßenabwässer werden in zwei großen Rohrleitungen in ein Regenrückhaltebecken abgeführt und zu einem Vorfluter außerhalb des sensiblen Bereichs geleitet.